# Can Moner (Vilablareix)
Can Moner és una masia de Vilablareix (Gironès) inclosa a l'Inventari del Patrimoni Arquitectònic de Catalunya.

## Descripció
És una masia catalana de construcció tradicional, amb murs de pedra i estructurada inicialment en tres crugies. Al segle xix es va fer una ampliació de la part superior de l'edifici, canviant la direcció de la primitiva coberta de teula a dues aigües. La planta inicial era quadrangular. El més destacable és la porta d'accés de mig punt amb grans dovelles, així com les finestres amb detalls ornamentals esculpits a la pedra i ampits motllurats.
Probablement el mas és de finals del segle xvii per la forma de la porta, encara que hi ha motius gòtics coronant les finestres. Actualment serveix com a segona residència.